# Niphostola punctata
Niphostola punctata là một loài bướm đêm trong họ Crambidae.